# Eupithecia stigmatophora
Eupithecia stigmatophora là một loài bướm đêm trong họ Geometridae.